# Randolf
Randolf, Ralf – imię męskie pochodzenia germańskiego. Wywodzi się z języka staronordyjskiego i oznacza wilczą tarczę. Obchodzi imieniny 22 lutego i 17 czerwca.

## Randolf w innych językach
- ang. – Randolph, Ralph
- niem. – Randolf, Ralf
- fr. – Ralph
- wł. – Randolfo
- hiszp. – Randolfo, Raúl
- ros. – Рандольф, Ральф